# Medelon

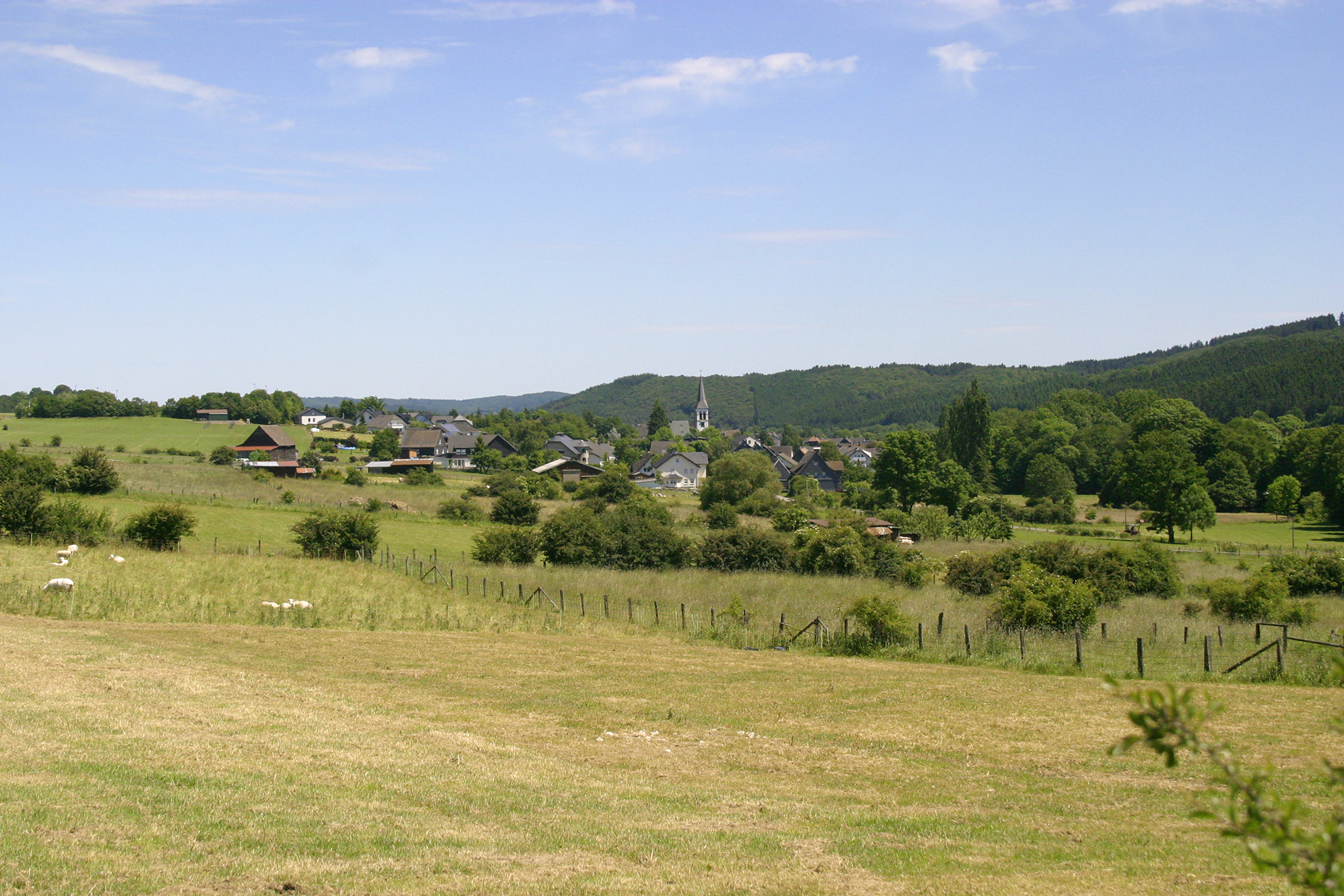
Blick von Westen auf Medelon

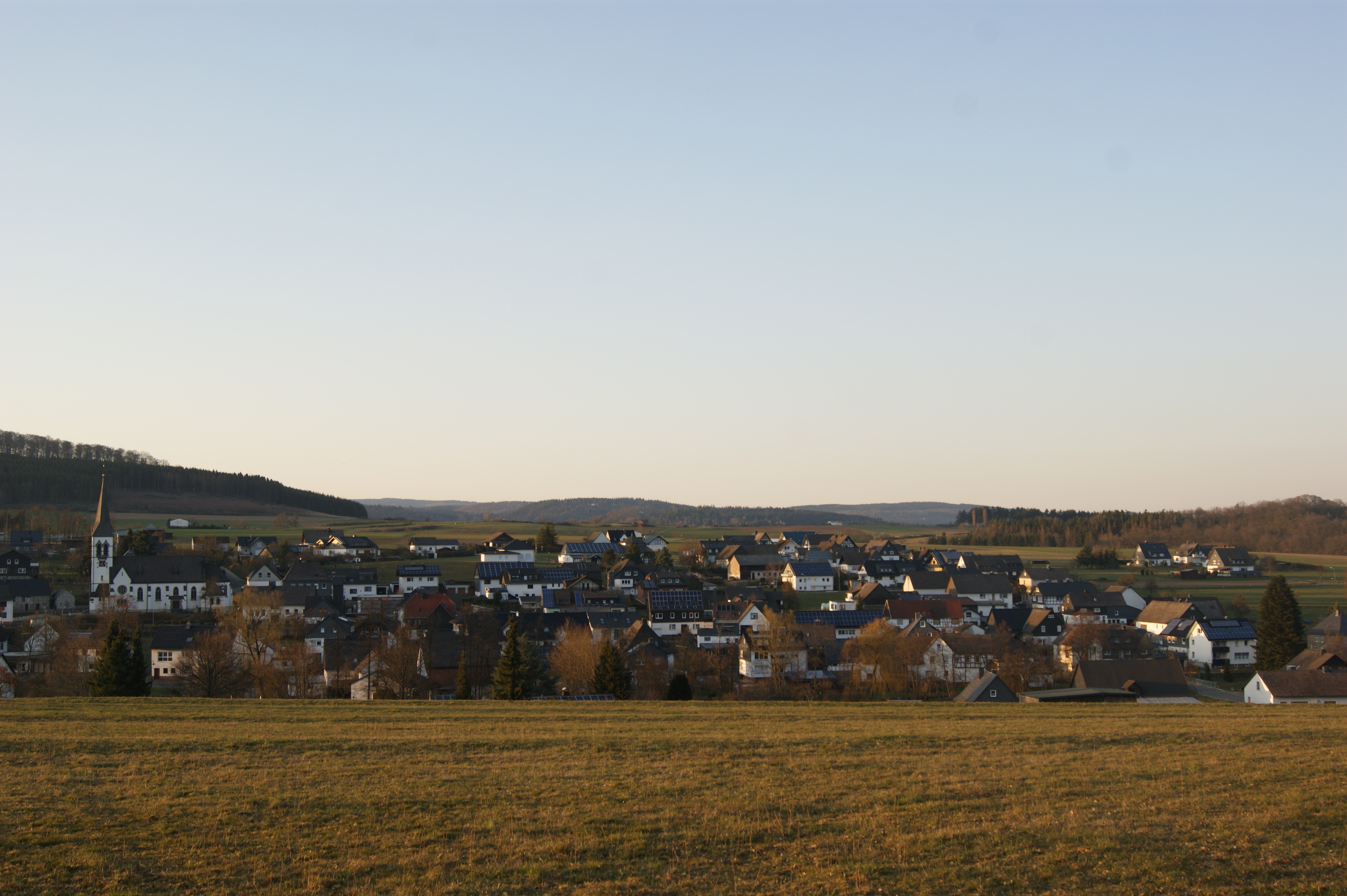
Blick von Süden auf Medelon

Medelon ist ein Stadtteil von Medebach im Hochsauerlandkreis (NRW).
Medelon liegt 4 km südwestlich der Kernstadt Medebach auf einer Höhe zwischen 380 und 750 m an der Orke mit 579 Einwohnern (Stand Februar 2021).

## Geschichte
Der Ort wurde im Jahr 1280 zum ersten Mal urkundlich erwähnt. Politisch gehörte der Ort im Mittelalter zu verschiedenen Freigrafschaften. Während des Bestehens der Kanonie der Kreuzbrüder zu Glindfeld (1499–1803) waren die Brüder für die Pfarrseelsorge zuständig.

### Zweiter Weltkrieg
Im Zweiten Weltkrieg fielen 39 Medeloner, zumeist an der Ostfront, als Soldaten oder starben in Gefangenschaft.
Am Vormittag des 29. März 1945 fuhren fliehende deutsche Soldaten mit ihren Fahrzeugen durch Medelon Richtung Medebach. Weiße Fahnen wurden unter anderem an der Kirche angebracht. Ein mahlendes Geräusch kündigte die Ankunft der US-Panzer an. Um 12:15 Uhr erreichte der erste von ihnen das Dorf. Eine Kolonne mit Panzern, Panzerspähwagen, LKWs und Jeeps durchfuhr das Dorf. Einige Fahrzeuge hielten. Zigaretten, Schokolade und Bonbons wurden verschenkt. Vier Panzer, darunter ein von den US-Truppen erbeuteter deutscher Tiger-Panzer, und 32 Soldaten verblieben im Ort. Am 31. März ertönte morgens zuerst Maschinengewehrfeuer und ein deutsches Sturmgeschütz mit Infanterie drang ins Dorf ein. Der Tiger-Panzer wurde durch Treffer einer Panzerfaust zerstört. Die Bevölkerung floh aus dem Dorf. Da die US-Soldaten Verstärkung, dabei auch Panzer, erhielten, konnte die Wehrmacht den Ort nicht zurückerobern und zog sich zurück. Bei diesem Kampf kamen acht US-Soldaten und fünf deutsche um. Ein gefangen genommener deutscher Oberstleutnant tötete sich selbst. Die gefallenen Deutschen wurden auf dem Dorffriedhof begraben. Am 1. April, dem Ostersonntag, kam es während der Messe zu einem erneuten kurzen Angriff. Durch Beschuss deutscher Artillerie wurden am 2. April einige Gebäude beschädigt und eine Frau verwundet. Am 4. April erschoss ein US-Soldat einen Dorfbewohner, als dieser auf Anruf nicht stehen blieb. Es kam im Dorf zu einigen Plünderungen durch US-Soldaten. Die Dorfbewohner versorgten nun zeitweise in den Wäldern versteckte deutsche Soldaten.

### Gegenwart
Am 1. Juli 1969 wurde Medelon durch das Gesetz zur Neugliederung von Gemeinden des Landkreises Brilon nach Medebach eingemeindet.

## Sehenswertes

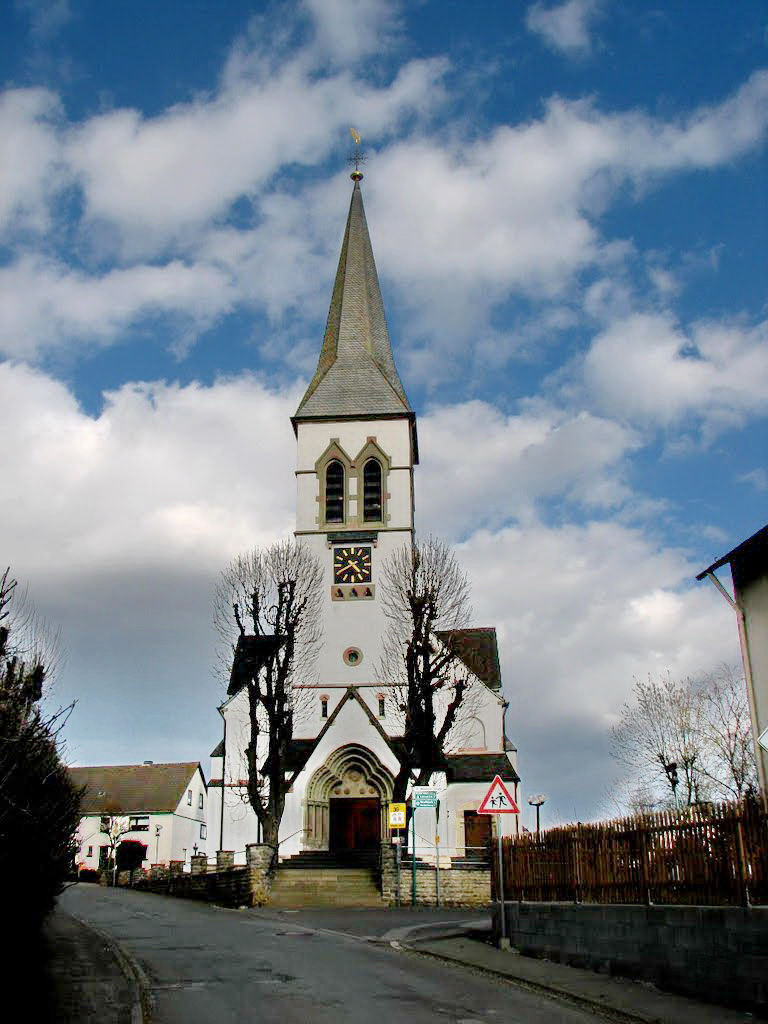
St.-Engelbert-Kirche

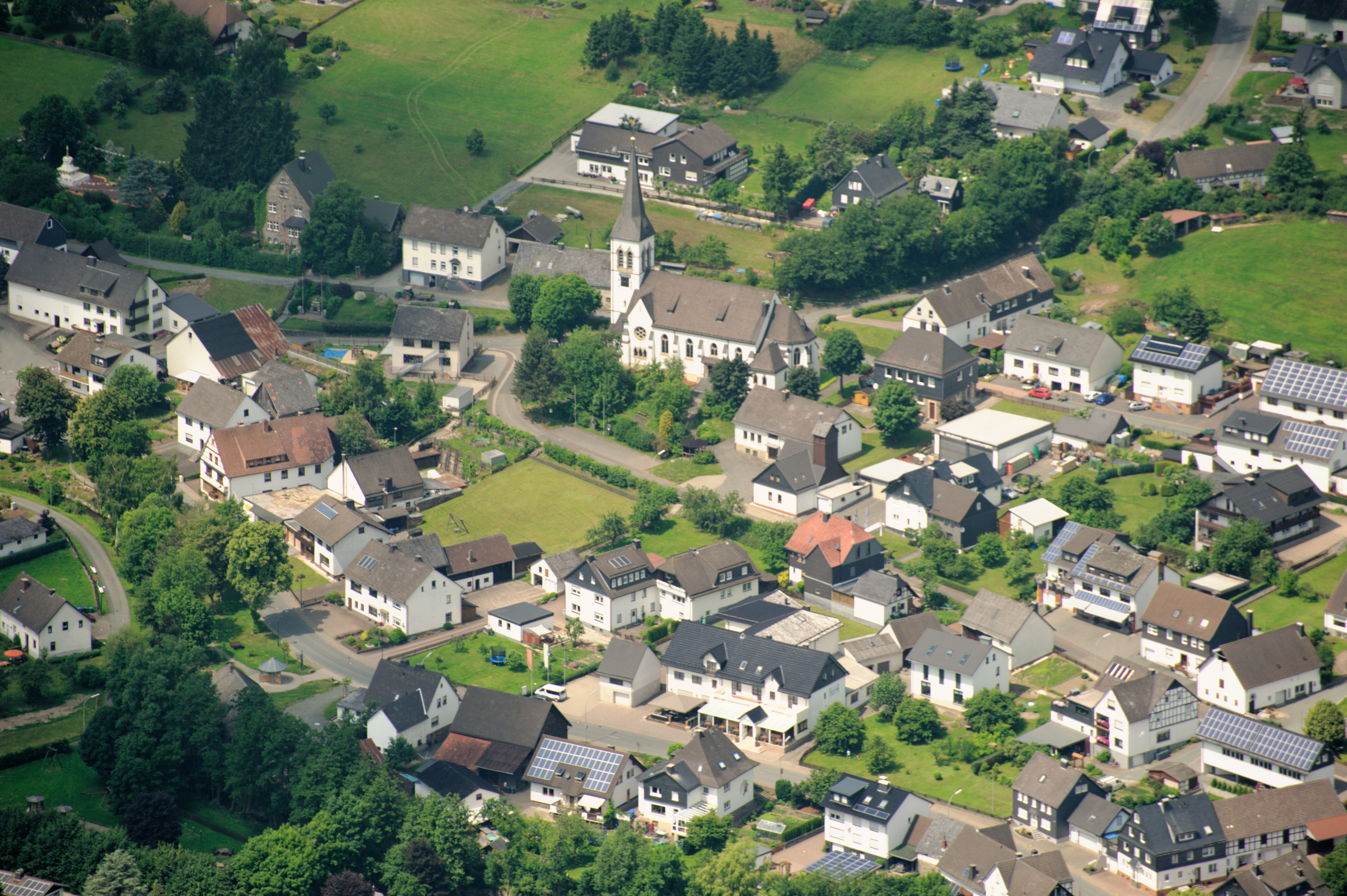
Ortszentrum mit Kirche

Sehenswert ist die 1910 erbaute neugotische Bruchsteinkirche St. Engelbert. Das älteste Haus im Ort ist das „Niggemes“-Fachwerkhaus von 1774.

## Wirtschaft
Wirtschaftlich war Medelon bis weit ins 20. Jahrhundert überwiegend forst- und landwirtschaftlich geprägt. Heute ist der Ort stark vom Tourismus abhängig. In der Nähe verläuft unter anderem der Rothaarsteig, Strecken der Bike Arena Sauerland sowie verschiedene Wintersportmöglichkeiten.